# Louisiana

Louisiana régiói

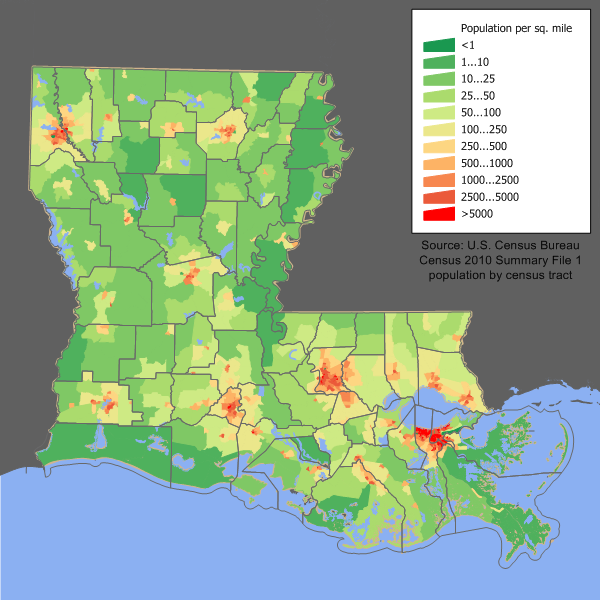
Louisiana népsűrűségének térképe

Louisiana (IPA: [luˌ.iː.ziˈæ.nə] kiejtéseⓘ vagy [luː.ziˈænə] kiejtéseⓘ, angolul State of Louisiana, franciául État de Louisiane) az Amerikai Egyesült Államok egyik déli tagállama. Fővárosa Baton Rouge, legnépesebb városa New Orleans.

## Földrajzi helyzete

Louisiana domborzati térképe

Nyugatról Texas, északról Arkansas, keletről Mississippi állam, délről a Mexikói-öböl határolja. Területe 135 658 km².

### Természeti földrajza

#### Domborzata
Az állam felülete két részre osztható: az északnyugati felföldre (uplands) és a keleti, hordalékkal (allúvium) borított síkságra; utóbbi magában foglalja a déli tengerpart mentén fekvő mocsaras területeket is. Az alluviális síkság területe hozzávetőleg 52 000 km². A hordalékkal feltöltött terület a Mississippi mentén 15–100 km széles. A folyam hordaléka hosszan, a mocsár felé lejtő dombszerűen rakódott le, ennek tengerszint feletti magassága 3 méter és 15–18 méter között változik.
A magasabb földek az állam északi és északnyugati részén mintegy 65 000 km²-t foglalnak el; itt füves síkságokat és erdőket egyaránt találunk. Legmagasabb pontja a Driskill Mountain (163 m). Az Egyesült Államok államai közül csak Florida és Delaware területe alacsonyabb — más államok, mint Kansas és Nebraska pedig laposabbak.

#### Vízrajza
Az L alakú állam északkeleti határfolyója a Mississippi, amely délnek kanyarodva kb. 1000 km hosszan szeli át területét.
A Mexikói-öbölbe több további folyó is ömlik. Közülük a két legnagyobb a Vörös-folyó (Red River of the South) és az Ouachita (mellékágaival). Nyugati határán folyik a Sabine, a keletin pedig a Pearl. További, részben hajózható folyók (néhányukat bayous-nak hívnak):
- Calcasieu,
- Mermentau,
- Vermilion,
- Teche,
- Atchafalaya,
- Boeuf (beff),
- Lafourche,
- Courtableau,
- D'Arbonne,
- Macon,
- Tensas,
- Amite,
- Tchefuncte,
- Tickfaw,
- Natalbany.

A természetes hajózható vízi utak összhossza kb. 6400 km. Az állam területén van 2745 km² szárazfölddel elválasztott öböl és 4400 km² tó. A folyók felszínének összterülete 1300 km².

## Gazdasági földrajza
Louisiana agrár jellegű állam. A Mississippi-delta mocsaras, szubtrópusi klímájú. Fő terményei a gyapot, szójabab és a rizs. A Mississippi közelsége lehetővé teszi az öntözéses kertgazdálkodást, melynek fő funkciója a városellátó gazdálkodás. Állattenyésztése közül a vágómarha-tenyésztés emelkedik ki.

### Ipara
Hatalmas földgáz- és kőolajkészletei vannak. A kőolajtermelésben az Egyesült Államok élmezőnyébe tartozik, csak Texas előzi meg. Erre épül ipara is: kőolajfinomítás, petrolkémia, vegyipar. Élelmiszer-gépgyártás, élelmiszer-élvezeti cikk, gyapotfeldolgozás, bőr- textilipara érdemel még említést.

## Társadalomföldrajza

### Területi felosztása

#### Megyéi
Az állam területét 64 megyére osztják.

#### Városai
Tíz legnagyobb városa:
1. New Orleans; lakossága: 454 863; 2,5%-os csökkenés; New Orleans metropolisz körzet
2. Baton Rouge; lakossága 222 064; 1,6% csökkenés; Baton Rouge metropolisz körzet
3. Shreveport; lakossága 198 874; 0,7% csökkenés; Shreveport metropolita körzet
4. Lafayette; lakossága: 112 030; 1,6% növekedés; Lafayette metropolita körzet
5. Lake Charles; lakossága: 70 555; 1,8% csökkenés; Lake Charles metropolisz körzet
6. Kenner; lakossága: 69 911; 0,4% csökkenés; New Orleans metropolisz körzet
7. Bossier City; lakossága: 60 505; 5,6% növekedés; Shreveport metropolisz körzet
8. Monroe; lakossága: 52 027; 2,8% csökkenés; Monroe metropolita körzet
9. Alexandria; lakossága: 45 517; 0,8% csökkenés; Alexandria metropolisz körzet
10. New Iberia; lakossága: 32 410; 1,1% csökkenés; Lafayette metropolisz körzet

(Növekedés, illetve csökkenés 2000–2005 között.)

### Népessége
Kulturális háttere az amerikai államok közt egyedülálló. Mivel eredetileg francia gyarmat volt, ma is számos cajun francia és louisianai kreol lakója van. Egyes részein a 18. században kialakult franciasággal beszélnek.

### Éghajlata
Az összes déli állam közül talán Louisiana a legklasszikusabb példa a párás szubtrópusi éghajlatra. A hosszú, párás, forró nyarat rövid, enyhe tél váltja. A jellegzetes klíma részben a Mexikói-öböl közelségének köszönhető — az öböl hatása messze északra, kb. 320 km-re is érezhető. Egész évben gyakran esik az eső; októberben az állam déli részén bőségesen. Az átlagos nyári hőmérséklet június közepétől szeptember közepéig éjszaka 22 °C, nappal 32 °C körüli. Louisiana északi részén nyáron a hőmérséklet elérheti a 41 °C-ot is.
A téli hónapok mérsékelten melegek. New Orleans és Baton Rouge körül, a Mexikói-öböl mentén a nappali átlaghőmérséklet kb. 19 °C, a mérsékelten hűvös északi területeken 15 °C. Az éjszakai hőmérséklet átlaga 8 °C körüli, a Mexikói-öböl környékén átlagos mindössze 3 °C. Az északról jövőhidegfrontok akadálytalanul söpörnek végig a partokig; ilyenkor a hőmérséklet akár -8 °C alá is süllyedhet. A hóesés ritka.

## Történelme

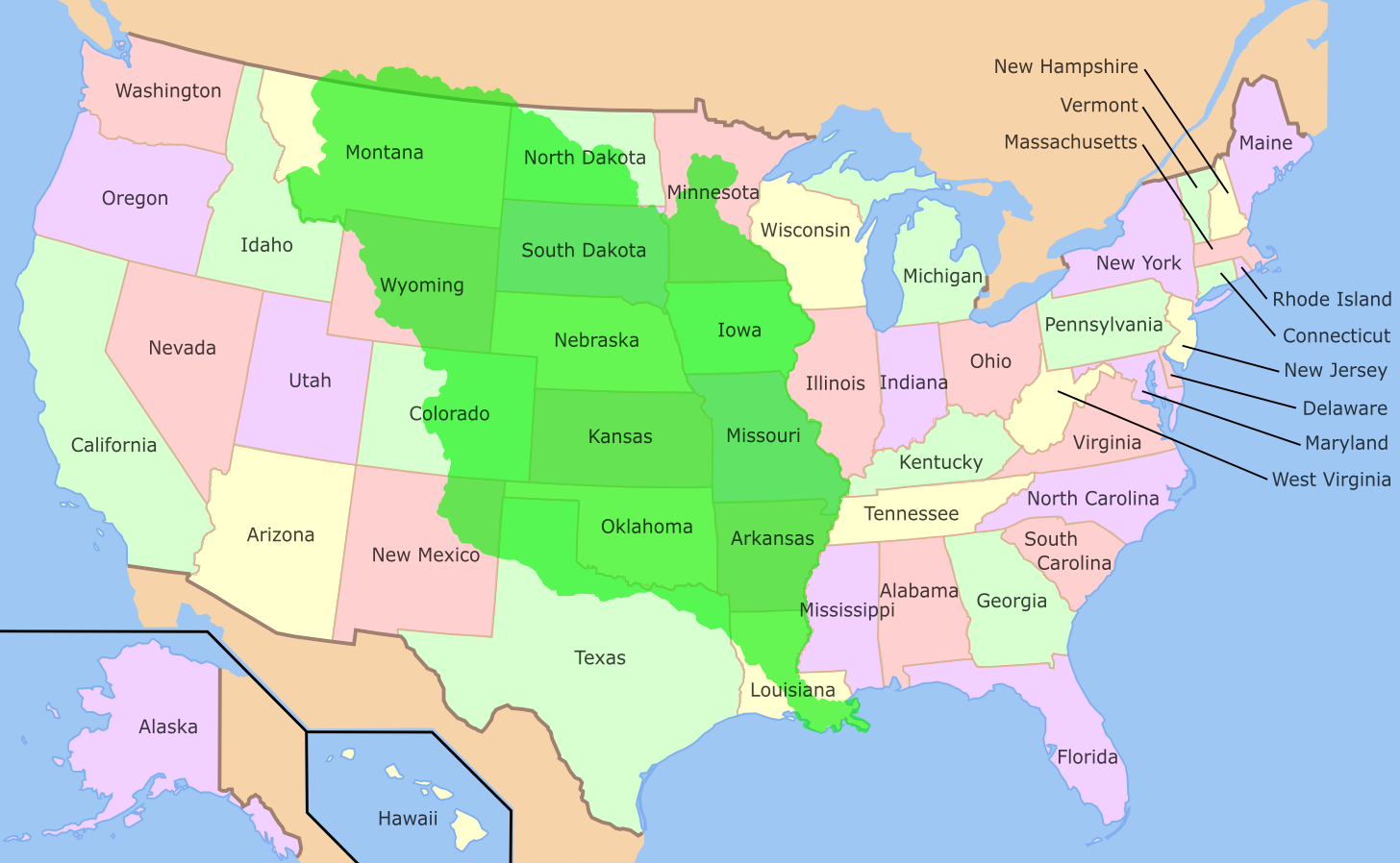
A 18. századi Louisiana

A spanyol hódítók már a 16. században jártak Louisiana öbleinél, de a buja növényzet miatt nem találták meg a nagy folyó torkolatát. Északi részén Hernando de Soto is járt.
1682-ben a francia René-Robert Cavelier de La Salle hajózott le északról, miután engedélyt kapott a francia királytól egy francia település létrehozására. Az öböl felől közelítette meg a szárazföldet, és felfedezte fel a Mississippi torkolatát. A területet a Napkirály tiszteletére Louisianának nevezte el. Továbbhajózva a mai Texas területén kötött ki, ahol fellázadt legénysége 1687-ben meggyilkolta.
Rögvest látszott ugyan a hatalmas, hajózható Mississippi torkolatának óriási kereskedelmi jelentősége, de a mocsaras környék és a fülledt klíma miatt Jean-Baptiste Le Moyne de Bienville csak 1718-ban alapította meg a deltában Nouvelle-Orléans-t (ez a mai New Orleans). A város neve a nyolcéves XV. Lajos nevében uralkodó II. Fülöp régensre utal — ő Orléans grófja volt. A gyorsan fejlődő város lett a francia gyarmat fővárosa. A helyőrségbe vezényelt francia katonák után hajóval fiatal lányokat küldtek, hogy családot alapítva növeljék a gyarmat lakosságát.
A vidék sajátos körülmények között fejlődött. A kreol népesség a francia gyarmatosítók, a karib-tengeri szigetlakók és a spanyolok keverékéből alakult ki. Később a francia gyarmatosítók feketéket hoztak. A vegyes házasságot ugyan nem engedték meg, de a vegyes kapcsolatból sok gyermek született. A mulattok hosszú ideig nem kerültek rabszolgasorba. A francia elit kultúrája, életmódja minden rétegre kihatott.
Ebben az időben a francia gyarmat lényegesen nagyobb volt a mai szövetségi államénál: nagyjából kétmillió négyzetkilométeres területe tizenöt mai amerikai államon át egészen a kanadai határig húzódott. 1756-ban azonban kitört, majd 1763-ban egyértelmű angol győzelemmel zárult a hétéves háború (amely Észak-Amerikában francia–indián háború néven ismert). Az 1763-as párizsi békeszerződésben a franciáknak le kellett mondaniuk kanadai gyarmataikról Nagy-Britannia javára. 1762-ben, amikor már nagyon rosszul állt a franciák szénája, XV. Lajos a Fontainebleau-i egyezményben átadta Louisianát Spanyolországnak, hogy inkább kerüljön egy szövetséges kezébe, mint az angolokéba.
A spanyol hatalom nem változtatta meg a francia kreolok életét, inkább a spanyolok vették át a helyi szokásokat. Bár az épületek spanyolosabbak lettek és egy-két spanyol szokás beépült a franciás-kreolos életbe, de az egészében háborítatlan maradt. Később a spanyol hatóságok megengedték a britek által elüldözött kanadai acadiai-franciák letelepedését, így a franciás hatás még erősödött is. A francia és a spanyol örökség hatását tükrözi az állam egyedülálló törvénykódexe, valamint New Orleans építészete és kultúrája.
A spanyoloknak komoly gondot okozott az ölükbe hullott birodalom menedzselése. A járványok, árvizek és a csapnivaló közbiztonság mellett a legnagyobb gond az lett, hogy a fővárosban a katonákat és a tisztviselőket csak helybéli papírpénzzel tudták fizetni, annak perdig nem volt helyben nemesfémfedezete. A nagy inflációhoz tetemesen hozzájárult a pénzhamisítás. A probléma megoldására 1784. január 11-én a mexikói Veracruz kikötőjéből négyszázezer frissen vert spanyol ezüstdollár érmével útnak indították az El Cazador kétárbócos teherhajót, az azonban a Mexikói-öbölben 19 tonnás rakományával elsüllyedt, és emiatt a louisianai helyzet egyre rosszabb lett.
1800-ban a harmadik San Ildefonso-i egyezményben a spanyolok visszaadták Napóleon első konzulnak Louisianát, cserébe pedig megkapták fél Toszkánát. Hamar kiderült azonban, hogy a franciák sem tudják amerikai területüket megtartani. Legfontosabb karibi gyarmatukon, az óriási cukortermelő Haitin kitört a függetlenséghez vezető rabszolgalázadás, Napóleont pedig inkább az európai hódítások kötötték le. Az amerikai területeket csak úgy feladni persze nem akarta, inkább felajánlotta eladásra az angoloktól nemrég függetlenedett Amerikai Egyesült Államoknak. Az akkori elnök, Thomas Jefferson a további terjeszkedéshez és a kereskedelem felpörgetéséhez kulcsfontosságúnak tartotta New Orleans kikötőjét, de nem akart háborúzni érte, így 3 millió dollárt kínált a városért. A franciák kapásból emelték a tétet: 15 milliót kértek úgy, hogy ezért odaadják Louisianát egészen a kanadai határig. Ezt az ajánlatot az amerikai képviselőház szoros, 59-57-es szavazataránnyal fogadta el, ami után a franciák még 1803-ban kivonultak észak-amerikai területeikről. Az amerikaiak a Louisiana Purchase szerződéssel megduplázták az USA akkori területét. Ehhez 20 évre, évi 6 százalék kamattal államkötvényt bocsátottak ki, amit angol és holland bankok vásároltak fel. A vásárlás teljes költsége így 23 millió akkori dollár (mai pénzben 400–500 millió dollár) fölött állt meg. 
Az 1812-es brit–amerikai háborúban a kreolok Andrew Jackson oldalán harcoltak a britek ellen. Az angol–kreol keveredés váratott magára, de a 19. század közepe felé Louisiana jellegzetes déli állammá vált.
A polgárháború után az állam további fejlődése a többi déli államéhoz hasonló volt. Kialakultak a nagy ültetvények, főleg gyapotot és cukornádat termesztettek.

## Nevezetességei
2013 és 2018 között New Orleansban forgatták a Vámpírnaplók testvérsorozatát, a Sötétség kora című sorozatot. Ez sok turistát vonzott a város francia kerületébe.